# Crosville-la-Vieille
Crosville-la-Vieille is een gemeente in het Franse departement Eure (regio Normandië) en telt 489 inwoners (1999). De plaats maakt deel uit van het arrondissement Évreux.

## Geografie
De oppervlakte van Crosville-la-Vieille bedraagt 7,8 km², de bevolkingsdichtheid is 62,7 inwoners per km².
De onderstaande kaart toont de ligging van Crosville-la-Vieille met de belangrijkste infrastructuur en aangrenzende gemeenten.

## Demografie
Onderstaande figuur toont het verloop van het inwonertal (bron: INSEE-tellingen).